# شور (فیلم ۱۹۷۷)
شور (لهستانی: Pasja) یک فیلم درام تاریخی لهستانی به کارگردانی استانیسواف روژه‌ویچ است که در سال ۱۹۷۷ منتشر شد.

## گزیدهٔ بازیگران
- پیوتر گارلیتسکی در نقش ادوارد دمبوفسکی
- زبیگنیف زاپاشیه‌ویچ در نقش یان تیسوفسکی
- وویچیخ آلابورسکی
- هنریک ماخالیتسا
- میه‌چیسواف خرینیه‌ویچ
- ادموند فتینگ
- میه‌چیسواف وُیت
- آنا دیمنا
- بوگوسواف لیندا
- توماش زالیفسکی
- مارچین ترونسکی
- آرکادیوش بازاک
- چسواف لاسوتا